# Tuva Hansen
Tuva Hansen (Bryne; 4 de agosto de 1997) es una futbolista noruega. Juega como defensora en el SK Brann de la Toppserien de Noruega. Es internacional con la selección de Noruega.

## Trayectoria
Hansen comenzó su carrera profesional en el Klepp después de haber jugado en el Bryne FK. Debutó en la Toppserien en 2013 cuando jugaba para Klepp. En 2014, vistió la camiseta del Arna-Bjørnar junto con su hermana mayor, Hege Hansen.
En noviembre de 2014, tanto Tuva como su hermana Hege Hansen anunciaron que regresarían al Klepp. En 2015 jugó todos los partidos del Klepp en la Toppserien, y fue nominada para el premio talento joven por Statoil. Creció con el tiempo y se convirtió en una sólida defensora a la vez que se volvió capitana del club. En 2016, fue nombrada jugadora del año por el periódico Jærbladet. En 2018 alcanzó el subcampeonato y al año siguiente el tercer puesto de la liga.
En noviembre de 2020, el Sandviken (que más tarde se llamaría Brann) anunció que habían fichado tanto a Tuva Hansen como a su compañera de equipo Elisabeth Terland. Hansen se convirtió rápidamente en líder del equipo y ya era la capitana desde su primera temporada. Esa temporada también se convirtió en un éxito conquistando el título de liga el 7 de noviembre de 2021 en la penúltima fecha, cuando el Sandviken derrotó a su antiguo club Klepp por 8-0 y lo condenó al descenso, algo que hizo llorar a Hansen en una entrevista tras el partido. Sportskollektivet.no nombró a la defensora jugadora del año.

## Selección nacional
Hansen formó parte de varias categorías juveniles en la selección de su país, incluidas la sub-15, sub-16, sub-17, sub-19 y sub-23 antes de unirse a la selección mayor de Noruega.
Su primera convocatoria absoluta fue en noviembre de 2016, debutando a sus 19 años en una derrota 0-3 ante España en la Copa del Algarve en marzo de 2017.

## Estadísticas

### Clubes
| Club         | País    | Año             |
| ------------ | ------- | --------------- |
| Klepp IL     | Noruega | 2013            |
| Arna-Bjørnar | Noruega | 2014            |
| Klepp IL     | Noruega | 2015 - 2020     |
| SK Brann     | Noruega | 2021 - presente |

## Palmarés

### Títulos nacionales
| Título     | Club      | País    | Año  |
| ---------- | --------- | ------- | ---- |
| Toppserien | Sandviken | Noruega | 2021 |

## Vida personal
Tuva Hansen es hija del exfutbolista Hugo Hansen y hermana menor de Cato Hansen y Hege Hansen, quienes también han jugado en las mejores ligas y selecciones nacionales. Hege y Tuva han disputado un partido juntas en la selección de Noruega. El primer partido que jugó Tuva con la selección nacional fue también el último partido de su hermana Hege.